# Solano County
Solano County er et amt beliggende i den centrale del af den amerikanske delstat Californien. Hovedbyen i amtet er Fairfield. I år 2010 havde amtet 413.344 indbyggere.

## Historie
Amtet blev grundlagt 18. februar 1850 som ét af Californiens oprindelige amter.

## Geografi
Ifølge United States Census Bureau er Solanos totale areal på 2.348,3 km², hvoraf de 200,7 km² er vand. 

### Grænsende amter
- Contra Costa County - syd
- Sonoma County - vest
- Napa County - vest
- Yolo County - nord
- Sacramento County - øst

### Byer i Solano
| - Benicia - Dixon - Fairfield - Rio Vista - Suisun City - Vacaville - Vallejo |